# زغالک مرکبات
زغالک مرکبات (نام علمی: Xanthomonas axonopodis) نام یک گونه از رده گاماپروتئوباکتریا است.